# Galina Tancheva
Galina Tancheva (née le 18 mai 1987 à Varna) est une gymnaste rythmique bulgare.

## Biographie
Vice-championne du monde par équipe en 2003 à Budapest, Galina Tancheva remporte aux Jeux olympiques d'été de 2004 à Athènes la médaille de bronze par équipe avec Zhaneta Ilieva, Eleonora Kezhova, Zornitsa Marinova, Kristina Rangelova et sa sœur jumelle Vladislava Tancheva.

## Palmarès

### Jeux olympiques
- Athènes 2004
  -  médaille de bronze par équipe.

### Championnats du monde
- Budapest 2003
  -  médaille d'argent par équipe.